# Clara Prats
Clara Prats Soler (Barcelona, 1979) es una física e investigadora española, que también se ha desempeñado como soprano. Ha sido reconocida por su labor investigadora y divulgadora.

## Trayectoria
Nació en Cataluña, con vínculos con el municipio de Moyá. Hija de una bióloga y un músico. Desde los 17 años y durante tres lustros, Prats dirigió dirigió coros infantiles, juveniles y universitarios. Con voz de soprano, cantó en coros hasta 2020.
Prats estudió física, especializándose en modelos computacionales de enfermedades infecciosas. Durante 10 años, colaboró con el Instituto de Investigación Germans Trias i Pujol (IGTP) creando modelos matemáticos aplicados a la tuberculosis y otras enfermedades infecciosas con el doctor Pere-Joan Cardona.
Durante la pandemia de la Covid-19 también se convirtió en la directora del grupo de biología computacional y sistemas complejos del grupo de investigación BIOCOM-SC de la Universidad Politécnica de Cataluña. Desde esa posición, contribuyó a la creación de modelos matemáticos de la dinámica epidemiológica de la COVID-19, a su seguimiento y a la divulgación y comunicación a la sociedad de la evolución de la pandemia. También comenzó a ejercer como docente en la Escola d'Enginyeria Agroalimentària i de Biosistemes de Barcelona perteneciente al mismo centro universitario.
En septiembre de 2021, pasó a integrar el Comité Científico Asesor de la Covid-19 de Cataluña, dirigido por Magda Campins Martí.

## Reconocimientos
En 2021, obtuvo el galardón de Matemáticas y Sociedad de la Fundación Ferran Sunyer i Balaguer, integrado en el Instituto de Estudios Catalanes, por su trabajo en la visibilización y utilización de modelos y técnicas matemáticas y estadísticas en la pandemia.
Al año siguiente, Prats junto a su grupo de investigación BIOCOM-SC, fue reconocida con el Premio Ciudad de Barcelona 2021 en la categoría de Ciencias Experimentales y Tecnología, que otorga el Ayuntamiento de Barcelona.